# 楊瑋 (弘治丙辰進士)
楊瑋（1462年—？），字伯玉，號玉峰，直隸松江府華亭縣人，匠籍，明朝政治人物。

## 生平
弘治八年（1495年）乙卯科應天鄉試第十七名舉人，九年（1496年）中式丙辰科會試第二百九十名，三甲第一百三十五名進士。授光祿寺丞，正德二年（1507年）閏正月出為隰州同知，升南京工部郎中，六年（1511年）九月升廣西布政使司左參議，十年（1515年）二月升四川按察司副使。

## 家族
曾祖楊景高；祖父楊文信，義官；父楊雲，贈工部主事。母宋氏（封安人）。具慶下。弟楊璨（應天府府丞）、楊琦、楊璉。